# Championnat de Norvège de football 2018
Navigation
Édition précédente Édition suivante
La saison 2018 du Championnat de Norvège de football est la 74e édition de la première division norvégienne. Les seize équipes s'affrontent au sein d'une poule unique, en matches aller-retour, à domicile et à l'extérieur. À l'issue de la saison, les deux derniers du classement sont relégués et remplacés par les deux meilleures formations de 1. divisjon, la deuxième division norvégienne. Le club classé 14e doit disputer un barrage de promotion-relégation face au vainqueur du tournoi accession de deuxième division.
Le titre est remporté par le Rosenborg BK pour la quatrième année consécutive, devant le Molde FK et le SK Brann. Le club promu IK Start et le Sandefjord Fotball sont relégués alors que le Stabæk Fotball conserve sa place dans l'élite grâce à sa victoire en barrage.

## Participants
| \| Bodø/Glimt Brann Haugesund Kristiansund Lillestrøm Molde Odds Ranheim Rosenborg Sandefjord Sarpsborg Stabæk Start Strømsgodset Tromsø Vålerenga \| Localisation des clubs. |
| Bodø/Glimt Brann Haugesund Kristiansund Lillestrøm Molde Odds Ranheim Rosenborg Sandefjord Sarpsborg Stabæk Start Strømsgodset Tromsø Vålerenga                               |

Légende des couleurs
- Deuxième tour de qualification de la Ligue des Champions 2018-2019
- Deuxième tour de qualification de la Ligue Europa 2018-2019
- Premier tour de qualification de la Ligue Europa 2018-2019
- Promu de 1. divisjon 2017